# Moraria affinis
Moraria affinis är en kräftdjursart som beskrevs av Claude Chappuis 1927. Moraria affinis ingår i släktet Moraria och familjen Canthocamptidae. Inga underarter finns listade i Catalogue of Life.